# Electrophaes chrysodeta
Electrophaes chrysodeta är en fjärilsart som beskrevs av Louis Beethoven Prout 1928. Electrophaes chrysodeta ingår i släktet Electrophaes och familjen mätare. Inga underarter finns listade i Catalogue of Life.